# Artemisia cana
Artemisia cana es una especie de arbusto del género Artemisia, nativa del oeste y centro de Norteamérica. 

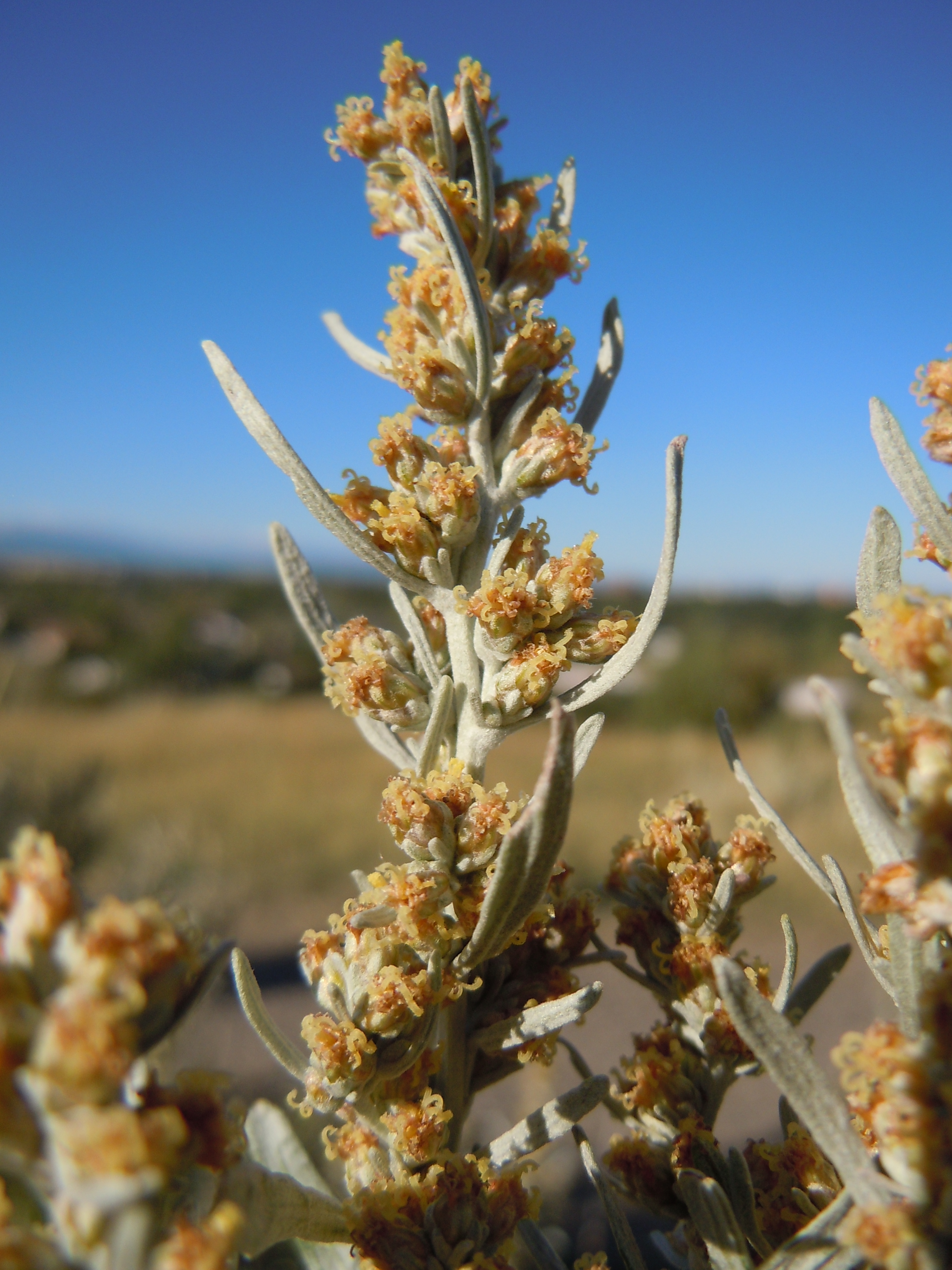
Inflorescencia

## Descripción
Es un arbusto aromático que se encuentra en las praderas, llanuras de inundación y bosques de montaña. Por lo general, alcanza un tamaño de 50-150 cm de altura, con ejemplos al oeste de la División Continental por lo general más cortos que los del este de la divisoria. Las hojas tienen una forma de hoja estrecha, son siempre de color verde o gris-verdoso, y tiene un aroma destacado.

## Distribución y hábitat
Artemisia cana es originaria de Columbia Británica, Alberta, Saskatchewan y Manitoba y de Alaska, Oregón, California, Idaho, Nevada, Utah, Arizona, Wyoming, Colorado, Nuevo México, North and Dakota del Sur, Nebraska y Minnesota.

## Taxonomía
Artemisia cana fue descrita por Frederick Traugott Pursh y publicado en Flora Americae Septentrionalis; or, . . . 2: 521. 1814[1813].
Etimología
Hay dos teorías en la etimología de Artemisia: según la primera, debe su nombre a Artemisa, hermana gemela de Apolo y diosa griega de la caza y de las virtudes curativas, especialmente de los embarazos y los partos. Según la segunda teoría, el género fue otorgado en honor a Artemisia II, hermana y mujer de Mausolo, rey de la Caria, 353-352 a. C., que reinó después de la muerte del soberano. En su homenaje se erigió el Mausoleo de Halicarnaso, una de las siete maravillas del mundo. Era experta en botánica y en medicina.
cana: epíteto latino que significa "gris, ceniciento, canoso.